# Goppelspitze
Goppelspitze är en bergstopp i Österrike.   Den ligger i distriktet Bludenz och förbundslandet Vorarlberg, i den västra delen av landet, 500 km väster om huvudstaden Wien. Toppen på Goppelspitze är 2 371 meter över havet, eller 67 meter över den omgivande terrängen. Bredden vid basen är 0,11 km.
Terrängen runt Goppelspitze är huvudsakligen bergig, men åt nordväst är den kuperad. Närmaste större samhälle är Schruns, 16,6 km sydväst om Goppelspitze. 
Trakten runt Goppelspitze består i huvudsak av gräsmarker. Runt Goppelspitze är det ganska glesbefolkat, med 47 invånare per kvadratkilometer.